# Яванська війна
Яванська війна або війна Діпонегоро велася на острові Ява з 1825 року по 1830 рік між колоніальною Голландською імперією і яванськими повстанцями. Вона почалася як повстання на чолі з князем Діпонегоро, провідним членом яванської аристократії, які раніше співпрацювали з голландцями.
Війська повсталих були проведені вгору до облоги в Джок'якарта, для того, щоб запобігти їх від отримання швидкої перемоги. Це дозволило голландцям зрости в кількості і доправити нові кораблі. Повстанці проводили партизанську тактику проти голландських військ протягом декількох років.
Війна закінчилася голландською перемогою, коли Діпонегоро був запрошений на мирну конференцію, а потім його зрадили і взяли у полон. Вартість війни спричинила здійснення масштабних реформ голландською колоніальною владою по всій території Ост-Індії для того щоб забезпечити прибутковість колоній.

## Причини війни
Безпосередньою причиною війни було голландське рішенням побудувати дорогу через частину майна Діпонегоро, де знаходиться могила його батька. Серед інших причин було відчуття образи, яке відчувають члени яванських аристократичних сімей в голландських заходах, спрямованих на обмеження орендування землі за високими цінами. Нарешті спадкоємність трону в Джок'якарта було оскаржено: Діпонегоро був старшим сином Хаменгкубувоно III, але його мати не була королевою, тому вважалося, що він не може мати право на успіх свого батька. Конкурент Діпонегоро на трон — його молодший зведений брат, Хаменгкубувоно IV, а потім його племінник, немовля, Хаменгкубувоно V, якого підтримали голландці.
Будучи побожним мусульманином, Діпонегоро був стривожений пом'якшенням релігійних обрядів у суді Джок'якарта, зростанням впливу невірних голландців у суді, а також про-голландською політикою суду. Серед послідовників Діпонегоро, війна була описана як джихад «як проти голландців, так і проти зрадників явайців».

## Війна
Сили князя Діпонегоро були успішні на ранніх етапах війни, взявши під свій контроль середину острова Ява і обложивши Джок'якарта. Яванське населення підтримало вчинки правителя Діпонегоро, в той час як голландські колоніальні влади були спочатку нерішучими. Яванське селянство негативно відгукується на реалізації експлуататорської системи вирощування, яка вимагає багато сіл для вирощування експортних культур, які будуть продано урядом за фіксованими цінами.
Оскільки Явайська війна стала тривалою, принц Діпонегоро зазнавав труднощів у підтримці чисельності своїх військ. Однак, голландська колоніальна армія була в змозі заповнити свої ряди військами з корінними жителями Сулавесі, а потім з європейським підкріпленням з самої Голландії. Голландський командувач, генерал де Кок, обложив Джок'якарта  25 вересня 1825 року.
Згодом принц Діпонегоро почав велику партизанську війну. До 1827 року голландська армія не була в стані взяти верх за рахунок розгортання мобільних загонів колоніальних військ, що базуються в ряді невеликих фортів, розташованих по всій центральній Яві.
За оцінками, полягло 200 тисяч осіб протягом цього конфлікту, 8.000 з них голландці.

## Кінець війни
Нарешті, повстання завершилося в 1830 році, після того, як принц Діпонегоро був обманутий в голландському введенні контрольованої території біля Магеленгу, вважаючи, що там відбудуться переговори про можливе припинення вогню. Він був узятий в полон через зраду і засланий в Манадо, а потім в Макассар, де він помер в 1855 році.
Через великі втрати серед голландських сил, колоніальний уряд вирішив залучити африканських рекрутів в Голд-Кост: так звані «чорні голландці» («Black Dutchmen»), щоб збільшити свої  Східноіндійські підрозділи і європейські війська.

## Наслідки
Незважаючи на те, що війна серйозно вичерпала голландські фінанси, умиротворення острова Ява дозволило колоніальному уряду Голландської Ост-Індії реалізувати Cultuurstelsel («системі культури») в Ява, без будь-якої місцевої опозиції. В 1830 році реалізовано нового генерал-губернатора, Йоханнеса ван ден Боша, ця система вирощування вимагає 20 % від сільських земель повинна була бути присвячена національних культур на експорт або, як альтернатива, селяни повинні були працювати в державних плантаціях протягом 60 днів в рік. Політика принесла голландцями і їхнім рідним союзникам величезні багатства за рахунок експорту товарних культур. Тому це врятувало Нідерланди від межі банкрутства, і зробило голландську Ост-Індію самодостатньою і прибутковою колонією.